# Ludwig Bolgiano

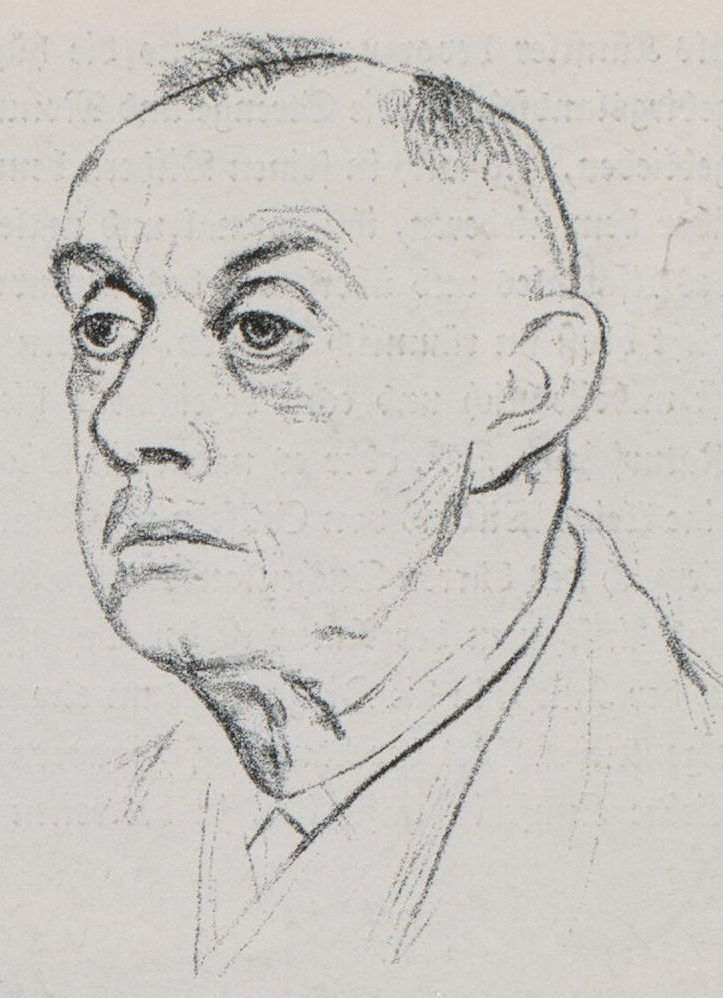
Ludwig Bolgiano, gezeichnet von Karl Weinmair

Ludwig Bolgiano (* 20. März 1866 in München; † 29. Oktober 1948 in Grabenstätt) war ein deutscher Maler und Zeichner.

## Leben
Ludwig Bolgiano entstammte einer aus Italien über die bayerische Rheinpfalz nach München gekommenen Familie. Der Großvater, Franz Bolgiano (1778–1857) war Kollegial-Sekretär, Kunstsammler und -händler; sein ältester Sohn Carl Theodor Bolgiano (1816–1897) lehrte als ordentlicher Professor für bayerisches, deutsches und französisches Zivilrecht an der Ludwig-Maximilians-Universität in München. Die Mutter, Babette, geborene Müller (1831–1912), stammte aus Amorbach. Als Maler hat Ludwig die bayerische Stadt im Odenwald häufig besucht und Motive aus Amorbach und seiner Umgebung in vielen Zeichnungen und Gemälden festgehalten. Er besuchte ab 1876 das Münchner Maximiliansgymnasium bis zum Abitur 1885, unter anderem mit Fritz von Hellingrath, Ludwig Döderlein, Oskar Piloty, Wilhelm Merck und Ivo Striedinger. Er schrieb sich zunächst an der Ludwig-Maximilians-Universität in München zum Jura-Studium ein, nahm ab 1890 Malunterricht in der Privatschule von Friedrich Fehr und studierte ab Oktober 1890 für zwei Jahre an der Kunstakademie in der „Naturklasse“ von Gabriel Hackl. Studienreisen führten ihn durch Deutschland, nach Österreich, in die Schweiz und nach Italien. Zeitlebens unverheiratet wohnte er – zusammen mit seiner Schwester Marie (1862–1916) – in München, im heute noch erhaltenen Haus Von-der-Tann-Straße 3, und arbeitete in einem Atelier in der Heßstraße. Während des 2. Weltkriegs zog er nach Grabenstätt am Chiemsee, wo er 1948 starb. Beigesetzt wurde er im älteren Teil des Münchner Waldfriedhofs an der Seite seiner Schwester.
Bolgiano betätigte sich vor allem als Landschaftsmaler und -zeichner und fand seine Motive überwiegend in der Umgebung von München, im Isartal und im Chiemgau, aber auch in und bei Amorbach und Rothenburg ob der Tauber, im Main- und im Altmühltal, in Tirol und in Südtirol. Ab 1896 beteiligte er sich an den Ausstellungen des Münchner Kunstvereins sowie an den Jahresausstellungen im königlichen Glaspalast, im Maximilianeum, in der Neuen Pinakothek, im Haus der deutschen Kunst sowie in den Kollektivausstellungen der Münchner Künstler-Genossenschaft.
1909 erhielt er die Goldmedaille der Internationalen Kunstausstellung in München, in der er mit drei Gemälden und mehreren Zeichnungen vertreten war, 1911 die Prinzregent-Luitpold-Medaille in Silber. 1915 erfolgte die Verleihung des Professoren-Titels. Ankäufe erfolgten unter anderem durch den Bayerischen Staat und die städtischen Kunstsammlungen, durch König Ludwig III., den Fürsten von Hohenzollern und den Reichsschatzminister Franz Xaver Schwarz.
1912 bis 1919 gehörte er als Schriftführer dem Vorstand der Künstlergenossenschaft (MKG) an, später auch der Neuen Münchner-Künstler-Genossenschaft (NMKG). Zudem war er Mitglied der „Vereinigung für christliche Kunst“ in München, Mitglied der staatlichen Ankaufskommission im Glaspalast, Kunstbeirat für die Städtische Gemäldesammlung, Vorsitzender des „Ausstellerverbands Münchener Künstler“ (AVMK) und der Künstlergruppe „Die Achtundvierziger“ sowie Ausschussmitglied des Münchener Kunstvereins. Als Mitglied im bayerischen Landesausschuss für Naturpflege übernahm er als Nachfolger von Gabriel von Seidl den Vorsitz des „Isartalvereins“. Seit 1901 war er Ehrenmitglied der katholischen Studentenverbindung KDStV Aenania München.
In der Zeit des Nationalsozialismus war Bolgiano Mitglied der Reichskammer der bildenden Künste. Für diese Zeit ist seine Teilnahme an neunzehn Ausstellungen sicher belegt, darunter 1937, 1938, 1939 und 1940 die Große Deutsche Kunstausstellung in München.

## Werke (Auswahl)
Dachau, Museumsverein:

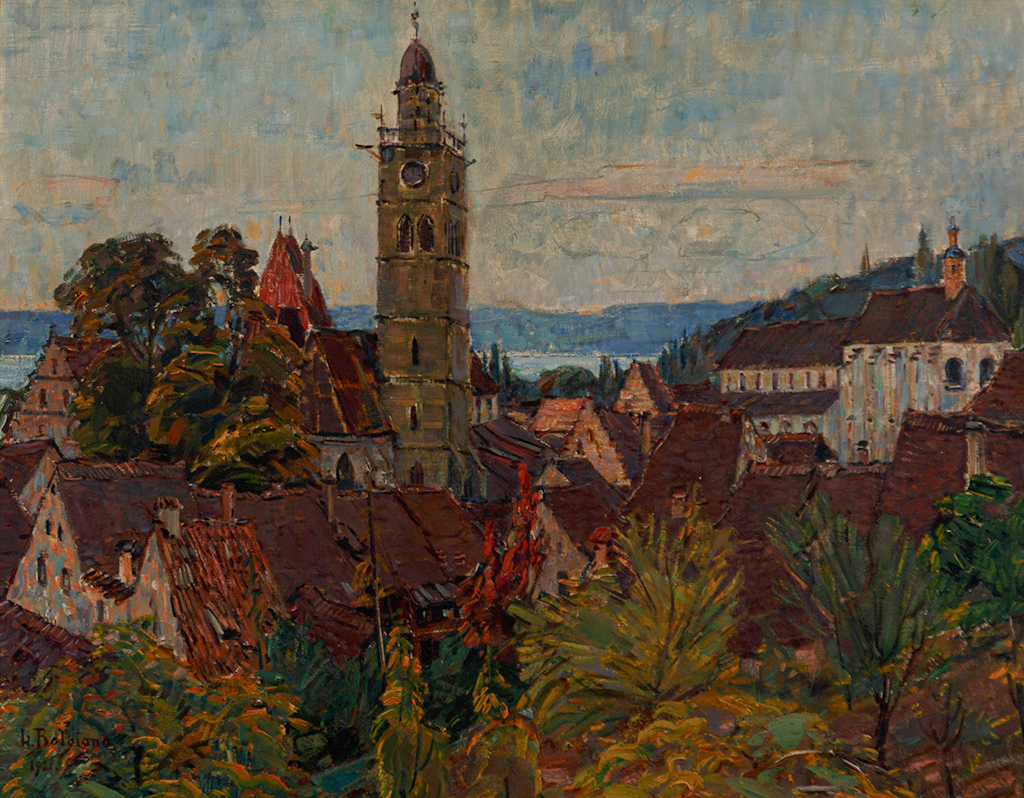
Ludwig Bolgiano: Ansicht von Überlingen, 1921

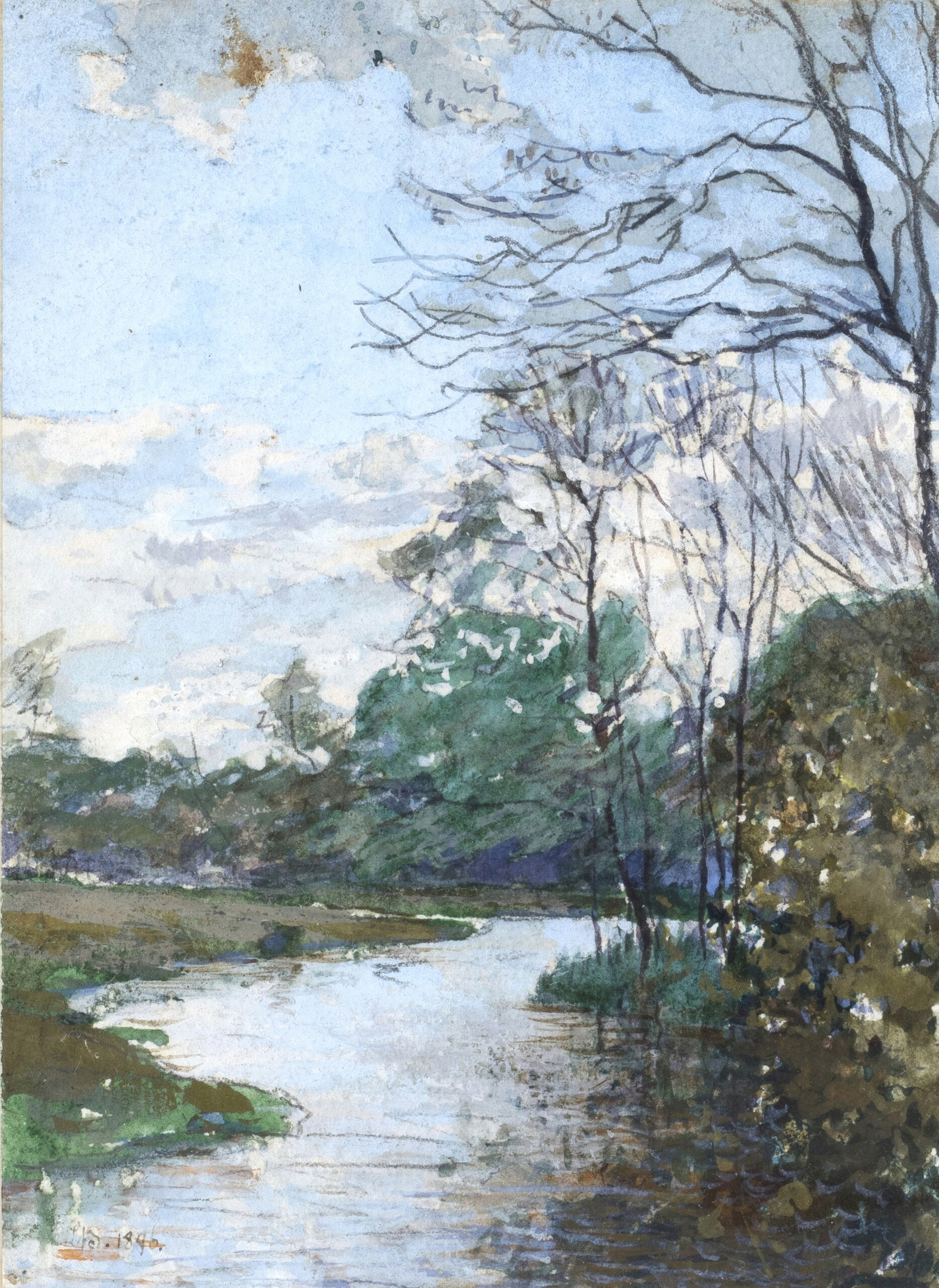
Partie an der Würm bei Planegg,1896

- Märztag im Dachauer Moos, 1906; Öl/Lwd., 62 × 45 cm; Inv.nr. GG 12.1; Farbabb.: Reitmeier (3), S. 171
- Ignatius Taschners Haus, Öl/Lwd., 47,5 × 65,5 cm; Inv.nr. GG 12.3

Ludwigshafen am Rhein, Wilhelm-Hack-Museum:
- Blick ins Land bei Kassel, 69 × 50 cm

München, Bayerische Staatsgemäldesammlungen:
- Isartal II, 1928; Öl/Lwd., 70 × 100 cm; Ankauf im Glaspalast 1928; Inv.Nr. 9504
- Bergmoos bei Seefeld in Tirol, 1914, Öl/Lwd., 80 × 112 cm; Ankauf im Glaspalast 1914; Inv.Nr. 8792

München, Städtische Galerie im Lenbachhaus:
- Günzburg, 1909; Öl/Lwd./Pappe, 67 × 51,3 cm; Inv.nr. K 9370
- Aus dem Mühltal, 1925; Öl/Lwd., 55 × 65 cm; Inv.nr. G 189
- In der Jachenau, 1929; Öl/Lwd., 53 × 72,5 cm; Inv.nr. K 10749; Münchner Kunstausstellung 1930 im Glaspalast, Nr. 230
- Das Ampertal bei Freising, 1930; Öl/Lwd., 66 × 85 cm; Inv.nr. K 2387; Ständige Kunstausstellung der MKG, Weihnachten 1930 (Ausst.-Kat., Nr. 5571; Abb.)
- Die Isarhöhen bei Bad Tölz, 1937; Öl/Lwd., 88 × 68 c; Inv.nr. K 7469; Abb.: Bruckmann, Münchner Maler 1 (1981)
- Im Osten von München, 1938; Öl/Lwd., 54 × 75,5 cm; Inv.nr. K 10750
- Das Isartal bei Hechenberg, 1938; Öl/Lwd., 53 × 73 cm; Inv.nr. K 7837
- Aus der Hallertau; Abb.: Münchner Neueste Nachrichten 16, 16. März 1936
- Au in der Hallertau, 1939; Öl/Lwd., 50 × 68 cm; Inv.nr. K 8811
- Alsenz in der Saarpfalz, 1940; Öl/Lwd., 58,5 × 73 cm; Inv.nr. G 6746
- Abend in Amorbach, Öl/Pappe, 31,8 × 47,7 cm; Inv.nr. G 8978
- Wiese mit Holzstößen, Öl/Pappe, 37,5 × 53,5 cm; Inv.nr. K 9369

Rosenheim, Städt. Galerie:
- Mühltal, 1926; Öl/Lwd., 55 × 65 cm; Inv.nr. 516

Würzburg, Städtische Galerie:
- Die Brücke, 1908; Öl/Lwd., 49 × 68 cm; Inv.nr. E 2605

## Eigene Schriften
- Isartal und Isartalverein. In: Das Bayernland. 1925, S. 435–438.